# Steinberg (Schwarzwald)
Der Steinberg ist ein 1140,6 m ü. NHN hoher Berg im Mittleren Schwarzwald. Er ist ein isolierter Ausliegerberg der Buntsandstein-Deckgebirge des Schwarzwalds und, nach der Hornisgrinde, deren zweithöchster Gipfel.

## Charakteristik
Der Steinberg ist der zweithöchste Berg im Gebiet der Stadt Furtwangen (Gemarkung Neukirch) im Schwarzwald-Baar-Kreis in Baden-Württemberg. Er liegt etwa 5 Kilometer südlich von Furtwangen und rund 10 Kilometer nördlich von Neustadt. 
Der Steinberg liegt im Übergangsbereich zwischen dem scharfkantig zertalten Westabbruch des Schwarzwalds zum Oberrheingraben (rhenanisches – rheinbündiges – Relief) und den sanften Bergformen der allmählichen Abdachung zur Donau hin (donaubündiges – danubisches – Relief). Sein fast rundes, ringsum abgeböschtes Gipfelplateau aus Schichten des Mittleren Buntsandsteins sitzt dem Vorsprung einer welligen Hochebene auf, der von den beiden Talkerben des Ferndobelbachs und des Heubachs (Oberlauf der tief eingeschnittenen Wilden Gutach) nahezu umgriffen und abgeschnürt wird. Ihr Gestein gehört zum Grundgebirgs-Sockel und besteht aus Paragneisen, im Süden auch aus Migmatit. Die in das Steinbergplateau einschneidenden Täler sind an ihren Anfängen karartig erweitert; im geräumigen Wolfloch etwa 2,5 Kilometer weiter östlich gibt es sogar gut erhaltene Moränenwälle.
An den Rändern des Deckplateaus sind zwei Sandsteinklippen gut zwei Meter aus dem Hang herausgewittert. Künstlich überformt wurde der Hang durch den Abbau des hier anstehenden verkieselten Geröllsandsteins zur Verwendung bei der Glasherstellung. Geblieben sind Abbaukanten und teils vernässte Schürfgruben.
Die Bergkuppe ist überwiegend mit Fichten bestockt. Nördlich und südlich davon erstrecken sich ausgedehnte Weideflächen, im nordöstlich gelegenen Leiterloch auch Borstgrasweiden und Nasswiesen. Anders als dort gibt es im nordwestlichen Wagnerstal nur noch Standorte ehemaliger Höfe, darunter, neben Geigerhäusle und Kajetanhof, auch den beim bisher größten Lawinenunglück in Deutschland am 24. Februar 1844 mitgerissenen Königenhof (Gedenktafel). In der südlichen Umgebung des Berges liegen verstreut teils sehr hoch liegende typische Schwarzwaldhöfe wie der Fernhof auf 1070 m ü. NHN.

## Touristische Erschließung
Am Steinberg führt ein Wanderweg des Schwarzwaldvereins unmittelbar östlich vorbei. Weiter südlich passieren der Westweg und der Europäische Fernwanderweg E1 den Berg, so wie auch die Schwarzwaldhochstraße (B500) und Loipen der Thurnerspur.